# Vertiges (film, 1975)
Pour les articles homonymes, voir Vertige (homonymie).
Pour plus de détails, voir Fiche technique et Distribution.
Vertiges (Per le antiche scale) est un film franco-italien réalisé par Mauro Bolognini, tourné en 1974 et sorti en 1975. Il s'inspire du roman éponyme en italien, de l'écrivain et psychiatre Mario Tobino.

## Synopsis
En Italie, dans les années 1930, le professeur Bonaccorsi, psychiatre réputé de Toscane, mène des recherches sur la folie au sein de l'asile où il travaille comme médecin. Il a trois maîtresses, Bianca (son assistante), Carla (épouse d'un collègue) et Francesca (épouse du directeur de l'asile). Une nouvelle venue, le docteur Anna Bersani, est là pour une période de stage ; très vite, elle s'oppose aux théories de Bonaccorsi.

## Fiche technique
- Titre : Vertiges
- Titre alternatif (de festival) : En descendant les marches d'antan
- Titre original : Per le antiche scale
- Réalisateur : Mauro Bolognini
- Scénario : Bernardino Zapponi, Raffaele Andreassi, Tullio Pinelli, Mario Arosio et Marie-Claire Solleville, d'après le roman de Mario Tobino Par les escaliers anciens (Per le antiche scale)
- Photographie : Ennio Guarnieri
- Montage : Nino Baragli
- Musique : Ennio Morricone
- Décors et costumes : Piero Tosi
- Lieux de tournage : Asile de San Salvi, Florence (extérieurs) - Institut de San Michele (ancienne maison de redressement) à Rome (intérieurs)
- Producteur : Fulvio Lucisano
- Société de production :  Italian International Film (Rome) et Les Productions Fox Europa (Paris)
- Société de distribution :  20th Century Fox
- Format : couleur (Technospes) — 35 mm — 1,66:1 — Son : Mono
- Genre : drame
- Durée : 115 minutes (Italie) / 97 minutes (France)
- Dates de sorties :  Italie et  France : 1975

## Distribution
- Marcello Mastroianni : le professeur Bonaccorsi
- Françoise Fabian : Anna Bersani
- Marthe Keller : Bianca
- Barbara Bouchet : Carla
- Lucia Bosè : Francesca
- Adriana Asti : Gianna
- Pierre Blaise : Tonio
- Silvano Tranquilli : le professeur Rospigliosi
- Charles Fawcett : le docteur Sfameni
- Ferruccio De Ceresa : l'officier fasciste dans le train
- et Maria Teresa Albani, Maria Michi, Paolo Pacino, Enzo Robutti, Paola Corazzi, Alessandra Cardini, Benedetta Valabrega, Clara Algranti, Adriana Falco, Guerrino Crivello, Marne Maitland, Noemi Biseo Greenberg, Palmira Zaccardi, Nerina Montagnani, Franca Scagnetti (non créditée)

## Autour du film
- Situé historiquement autour des années 1930, à l'époque du Fascisme, Per le antiche scale (Vertiges) a pour cadre la vie dans un asile psychiatrique de province, plus précisément à Lucques, en Toscane.
- C'est ici qu'exerça le célèbre médecin-psychiatre Mario Tobino, devenu écrivain et auteur du roman homonyme précité. Le film nous laisse peu voir la ville et les paysages environnants. L'action se déroule essentiellement à l'intérieur de l'hôpital et de ses parties privatives, ce qui accroît l'impression d'enfermement absolu et contribue à estomper de façon significative les frontières habituelles entre folie et normalité.
- Au moment où le film est tourné, l'Italie est devenue le champ d'exploration de nouvelles thérapies psychiatriques, à l'initiative de Franco Basaglia dans son ouvrage La Psychiatrie hors les murs (1968), et dont le cinéma s'en fera l'écho grâce à Matti da slegare, documentaire collectif dirigé par Marco Bellocchio.
- Le film de Bolognini rend aussi discrètement hommage à la figure alors décriée de Mario Tobino, adversaire résolu des dispositions de la fameuse loi 180, dite loi Basaglia, dont la mise en œuvre entraînera la fermeture des asiles psychiatriques en Italie. Mario Tobino écrit alors : « Et voilà qu'arrivent les temps du mot d'ordre : supprimons les hôpitaux psychiatriques. […] Je crois sincèrement que la folie existe, quand mes adversaires sont convaincus que lorsqu'on aura fermé l'hôpital psychiatrique, vont se dissiper la noire mélancolie, l'architecture de la paranoïa, les chaînes des obsessions. […] Le plus désolant, le plus affligeant, c'est que beaucoup voient encore les asiles comme des prisons, alors qu'ils ont changé. Je ne peux pas l'assurer pour tous en Italie, mais celui de Lucques, par exemple, où j'exerce modestement, me paraît libre et humain, les internés y sont traités avec toute l'affection requise. […] Je dis les choses comme je les pense : Douloureuse folie, j'ai entendu ton cri implacable des années durant, que de douleur entre tes murs. À présent, les psycholeptiques t'ont mis un masque, mais j'entrevois, moi, ton rictus, je connais ta puissance, et je crois que, pour se protéger de toi, il faut vraiment un endroit approprié […] où l'on ait conscience de tes griffes[1]. »
- Concernant le choix de Marcello Mastroianni, comme interprète du professeur Bonaccorsi, Bolognini récuse le fait qu'il ait été choisi par pur réalisme commercial. « C'est selon moi un choix exact. […] Ce n'est pas Max von Sydow. Il est certain que pour un public international, l'acteur suédois serait très bien : le médecin aux yeux d'acier […]. Toutefois, à Lucques, ce médecin qui vit là, ce médecin que décrit Tobino dans son roman, c'est quelqu'un comme Mastroianni. Je crois que Mastroianni avait très bien compris cette provincialité, cette mesquinerie du personnage, avec son désordre. Le protagoniste me plaisait ainsi, avec sa folie plus toscane, avec ses liens, avec une certaine véracité des lieux et de l'époque », affirme-t-il[2].
- Il s'agit du quatrième et dernier rôle au cinéma de Pierre Blaise, décédé à vingt ans dans un accident de voiture.

## Citations du réalisateur
- « À cette époque, il fallait peut-être affronter avant tout le problème de l'hôpital psychiatrique ; moi, au contraire, j'étais surtout intéressé par le mystère de la folie : pourquoi devient-on fou ? [...] Souvent, dans la plupart des cas, nous disons que la folie a des origines sociales. [...] cependant le problème de la folie serait résolu si son origine était uniquement de cette nature. [...] j'ai participé à un débat tragique à s'enfuir dans lequel on ne parlait qu'en termes politiques : « La folie est quelque chose de simple, on abat les murs, on résout les problèmes familiaux et le problème de la folie est résolu. » Ce n'est pas juste [...] Il existe des cas dans lesquels perdure un véritable mystère, et c'est cela qui m'a intéressé. Je n'ai pas vu le film de Bellocchio, Matti da slegare. [...] Cependant, je sais ce dont il s'agit, je sais que c'est un beau film, poétique, tourné avec les fous dans un asile. [...] Par contre, moi, [...] je me livrais à une autre opération [...] ; je racontais une histoire un peu romancée, en costumes des années trente, davantage sur la folie, sur certains personnages, que sur l'asile : ce choix déplaçait un peu l'axe du film »[2].

- « Je crois que l'on peut tout recréer à l'exception de la folie. L'acteur ne peut rendre cela, il doit toujours faire la folie de manière trop visible, inventée, composée. Là, résidaient les limites à l'intérieur desquelles je devais faire mon film »[2].